# Lijst van Eurocommissarissen voor Humanitaire Hulp
De functie van Europees commissaris voor Humanitaire Hulp is sinds het aantreden van de Commissie-Delors III (1993) een functie binnen de Europese Commissie. In de Commissie-Von der Leyen viel het directoraat-generaal Humanitaire hulp en civiele bescherming onder de verantwoordelijkheid van de Commissaris voor Crisisbeheer.

## Commissarissen
|  | Naam                 | Lidstaat   | Nationale partij | Periode   | Commissies    |
|  | -------------------- | ---------- | ---------------- | --------- | ------------- |
|  | Manuel Marín         | Ierland    | PSOE             | 1993-1995 | Delors III    |
|  | Emma Bonino          | Italië     | RI               | 1995-1999 | Santer        |
|  | Poul Nielson         | Denemarken | SD               | 1999-2004 | Prodi         |
|  | Louis Michel         | België     | MR               | 2004-2009 | Barroso I     |
|  | Karel De Gucht       | België     | OVLD             | 2009-2010 | Barroso I     |
|  | Kristalina Georgieva | Bulgarije  | GERB             | 2010-2014 | Barroso II    |
|  | Christos Stylianides | Cyprus     | ANO 2011         | 2014-2019 | Juncker       |
|  | Janez Lenarčič       | Slovenië   |                  | 2019-     | Von der Leyen |